# Tir als Jocs Olímpics d'estiu de 1900 - Rifle militar, dempeus
La competició de rifle militar dempeus va ser una de les proves de Tir dels Jocs Olímpics de París de 1900. Es disputà entre el 3 i el 5 d'agost de 1900. Hi van prendre part 30 tiradors representants de 6 nacions, amb 5 tiradors per equip. Aquesta és una de les tres posicions que componen la prova de rifle militar, en què s'entreguen medalles per a cada posició de manera individual i fent la suma de les tres posicions per al millor individual i pel millor equip.

## Medallistes
| Or                 | Plata     | Bronze          |
| Lars Jørgen Madsen | Ole Østmo | Charles Paumier |

## Resultats
Cada tirador dispara 40 trets, per a una puntuació màxima de 400 punts.
| Posició | Tirador            | Puntuació |
| ------- | ------------------ | --------- |
| Or      | Lars Jørgen Madsen | 305       |
| Plata   | Ole Østmo          | 299       |
| Bronze  | Charles Paumier    | 298       |
| 4       | Paul van Asbroeck  | 297       |
| 5       | Franz Böckli       | 294       |
| 6       | Emil Kellenberger  | 292       |
| 7       | Jules Bury         | 282       |
| 7       | Alfred Grütter     | 282       |
| 9       | Hellmer Hermandsen | 280       |
| 10      | Auguste Cavadini   | 278       |

| Classificació final (11–30) | Classificació final (11–30) | Classificació final (11–30) |
| --------------------------- | --------------------------- | --------------------------- |
| 11                          | Viggo Jensen                | 277                         |
| 11                          | Anders Peter Nielsen        | 277                         |
| 13                          | Tom Seeberg                 | 275                         |
| 14                          | Marcus Ravenswaaij          | 272                         |
| 14                          | Konrad Stäheli              | 272                         |
| 16                          | Olaf Frydenlund             | 271                         |
| 17                          | Léon Moreaux                | 269                         |
| 17                          | Louis Richardet             | 269                         |
| 19                          | Maurice Lecoq               | 268                         |
| 19                          | Achille Paroche             | 268                         |
| 21                          | Edouard Myin                | 265                         |
| 22                          | Axel Kristensen             | 261                         |
| 22                          | Uilke Vuurman               | 261                         |
| 24                          | René Thomas                 | 254                         |
| 25                          | Henrik Sillem               | 249                         |
| 26                          | Ole Sæther                  | 239                         |
| 26                          | Solko van den Bergh         | 239                         |
| 28                          | Laurids Jensen-Kjær         | 238                         |
| 28                          | Antonius Bouwens            | 238                         |
| 30                          | Joseph Baras                | 233                         |